# Hart Ranges
Hart Ranges, je skupina horských pásem na severozápadě Britské Kolumbie, v Kanadě. Rozkládá se mezi řekou Peace a jezerem Williston Lake na severu, údolím Rocky Mountain Trench na západě a řekou Cariboo River na jihu.
Společně s horskou skupinou Muskwa Ranges, jsou Hart Ranges označovány jako Far Northern Rockies, Daleké severní Skalnaté hory. A společně s touto horskou skupinou tvoří podle kanadských geografů, nikoliv amerických, nejsevernější část Skalnatých hor. Nejvyšší horou Hart Ranges je s nadmořskou výškou 2 949 metrů Mount Ovington.